# Éléonore Cordier
 (mai 2017).
Éléonore Cordier est une joueuse de volley-ball  française née le 1er juin 1991 à Croix (France). Elle mesure 1,71 m et évolue au poste de passeuse. Joueuse de l'équipe Élite du Volley Club de Marcq-en-Baroeul pendant 3 ans, elle a rejoint le Quimper Volley 29 en 2016 en Ligue A féminine. Le 13 mai 2017, elle honore sa première sélection en équipe de France face à la Belgique.
Pour la saison 2018-2019, elle évolue en division Élite à Villejuif. 

## Clubs
| Club                         | Pays   | De        | À         |
| ---------------------------- | ------ | --------- | --------- |
| Volley Club Marcq en Baroeul | France | 2013-2014 | 2015-2016 |
| Quimper Volley 29            | France | 2016-2017 | 2017-2018 |
| Union Sportive de Villejuif  | France | 2018-2019 |           |
| Volley Club Liévin           | France | 2022-2023 | ...       |